# Compagnie bancaire helvétique
Pour les articles homonymes, voir CBH.
La Compagnie bancaire helvétique SA (ou CBH) est une société de courtage suisse. En 1991, elle obtient la licence bancaire complète en Suisse. Le groupe emploie actuellement (en 2020) environ 260 salariés. Le directeur général actuel est Simon Benhamou. La banque est située à Genève, dans le canton de Genève, et spécialisée dans la banque privée et la gestion d'actifs.
La banque appartient à la famille Benhamou et accorde une attention particulière au développement des relations bancaires avec la clientèle à très grande valeur, principalement située en Amérique latine,, à Israël,,, en Asie, en Russie et au Venezuela.
L'entreprise familiale CBH est l'une des plus petites banques de Suisse, mais a vu ses actifs sous gestion plus que quadrupler, pour atteindre 11,4 milliards de dollars, depuis 2009 à partir de 2 milliards de dollars. Les actifs de clients situés en Amérique latine et dans les Caraïbes représentaient 19 % de son activité l'an dernier, selon les registres financiers fournis par la banque.

## Histoire
En 1975, la société de courtage Stock and Commodity Services est créée à Genève. En 1991, licence bancaire suisse. En 1993, création de la famille de fonds 1618 SICAV au Luxembourg et ouverture d'un bureau de représentation à Saint-Moritz, en Suisse. Une banque entièrement sous licence est ouverte à Nassau, aux Bahamas, en 1995.
En 2002, l'entreprise acquiert PG Partner Bank AG et crée une succursale à Zurich. En 2010, elle crée un bureau de représentation à Tel Aviv, Israël. En 2012, une filiale est ouverte à Londres, au Royaume-Uni, et une licence de gestion d'investissement réglementée par la FSA est obtenue. En 2014, l'entreprise acquiert une partie importante de la clientèle Private Banking de la Banque privée Espirito Santo,. En 2016, l'entreprise acquiert TTG (HK) Limited, une société de gestion de fortune indépendante établie à Hong Kong. En 2017, elle acquiert des activités de Banque Privée de FIBI Bank – Suisse (First International Bank of Israel) basée à Zurich,. En 2018, l'entreprise acquiert la clientèle bancaire d'Europe de l'Est de Schroeder and Co Bank AG faisant partie du groupe Schroders.
En 2020, elle acquiert une participation minoritaire de 30% dans FlowBank, une banque entièrement numérique basée à Genève

## Dénomination sociale, forme juridique et siège social
CBH Compagnie Bancaire Helvétique SA, basée à Genève, est la société faîtière du Groupe. La Banque est une société dont l'activité englobe l'ensemble des opérations relevant de la compétence d'une banque de gestion de portefeuille ayant le statut de négociant en valeurs mobilières. La banque possède une succursale à Zurich ainsi que des bureaux de représentation à Saint-Moritz et en Israël, et opère également via plusieurs filiales basées aux Bahamas, en Angleterre, à Hong Kong et au Brésil. Ensemble, ces entités forment le groupe de sociétés CBH Compagnie Bancaire Helvétique.

## Controverses et médias

### «Nettoyage»de réputation avec Eliminalia
Selon le projet story killers,, la CBH a versé un peu moins de 229 000 euros à Eliminalia (un gestionnaire de réputation espagnol) — après avoir embauché l'un de ses partenaires, ReputationUp — pour supprimer des contenus la liant à des sociétés offshore et au blanchiment d'argent des charges.

### Enquête sur la corruption aux États-Unis au Venezuela
CBH Bank est liée au Venezuela à des affaires de corruption mais sans preuves solides. Les enquêteurs américains, après avoir obtenu des rapports bancaires, ont allégué que la CBH était utilisée pour blanchir le produit de la fraude et du stratagème de détournement de fonds par des personnalités au Venezuela, bien que la CBH elle-même soit fraudée dans le cadre de ce stratagème. La CBH a déclaré qu'elle n'était au courant d'aucune activité de blanchiment d'argent et qu'elle s'était conformée à toutes les lois et réglementations.
La FINMA, le régulateur financier suisse a réprimandé la CBH pour ne pas avoir lutté contre le blanchiment d'argent en servant de riches clients offshore vénézuéliens. La conseillère nationale suisse Prisca Birrer-Heimo a critiqué la gestion des risques de CBH Bank en exigeant des changements immédiats de la réglementation.

### Enquête sur la corruption au Kazakhstan
Les paiements des oligarques kazakhs conduisent à une plainte pour blanchiment d'argent présumé déposée auprès de l'Autorité fédérale de surveillance des marchés financiers, la FINMA. « Une banque privée basée à Genève est à l'honneur – pas pour la première fois », rapporte Sonntagszeitung. L'affaire concerne des transactions hautement suspectes associées à un clan de l'oligarque kazakh Akhmetjan Iessimov.
Un article du quotidien anglais The Telegraph sur Aliya Nazarbayeva, la plus jeune fille de Nursultan Nazarbayev, le premier président du Kazakhstan fait mention de la banque CBH. En effet, l’article relate qu’en 2008, sur recommandation de ses conseillers financiers Aliya Nazarbayeva les aurait instruits de se porter acquéreur de 51 % du capital de la CBH Bank. En 2016, elle s’aperçoit qu’aucune transaction d’achat n’a été realisé. En 2016, elle décide donc de porter plainte contre ses conseillers car la somme de 108 millions de dollars qu’elle pensait destiner à être investi dans une participation majoritaire dans CBH Bank aurait été detourné par ses conseillers financiers.

### Florian Homm
Absolute Capital Management (ACM), un fonds spéculatif géré par Florian Homm, a pu atteindre un volume allant jusqu'à trois milliards de dollars américains, mais s'est effondré en 2007. Les investisseurs auraient perdu 200 millions de dollars américains. Accusé de fraude à l'investissement aux États-Unis, il a disparu en 2007. Après sa démission, Florian Homm a été accusé par la direction restante de son entreprise d'avoir valorisé de nombreux actifs bien au-dessus de leur valeur réelle. Sa femme a retiré de l'argent des comptes de la CBH Bank.

### CBH Bahamas
Les "erreurs et négligences graves" de CBH ont conduit des fraudeurs à piller plus de 2 millions de dollars sur l'un des comptes de ses clients, a révélé la Cour suprême des Bahamas. Le juge Ian Winder, dans une décision du 12 mai 2022, a critiqué CBH Bahamas pour « n'avoir pas fait preuve de la diligence et des compétences requises requises » lorsqu'il n'a pas détecté de signes indiquant qu'il communiquait avec des criminels.

### Histoire des lingots d'or au Venezuela
Dans un article du 3 août 2020sur un responsable vénézuélien qui aurait caché une richesse inexpliquée en achetant de l'or, l'Associated Press a rapporté par erreur des informations financières sur la Banco CBH. Les actifs sous gestion de la banque pour des clients situés en Amérique latine et dans les Caraïbes ont représenté 19 % de son activité l'an dernier. AP a corrigé l'histoire et a précisé que Banco CBH n'avait aucun lien avec ce qui était écrit dans les mauvaises nouvelles.